# Xaxaba
Xaxaba – wieś w Botswanie w dystrykcie North West. Według spisu ludności z 2011 roku wieś liczyła 162 mieszkańców.